# Indonésia nos Jogos Paralímpicos de Verão de 2004
Indonésia participou dos Jogos Paralímpicos de Verão de 2004, que foram realizados na cidade de Atenas, na Grécia, entre os dias 17 e 28 de setembro de 2004.
A delegação indonésia, com três integrantes, não conquistou nenhuma medalha nesta edição das Paralimpíadas.